# Hyperphrona angusta
Hyperphrona angusta är en insektsart som beskrevs av Brunner von Wattenwyl 1878. Hyperphrona angusta ingår i släktet Hyperphrona och familjen vårtbitare. Inga underarter finns listade i Catalogue of Life.